# Trichopoda alipes
Trichopoda alipes là một loài ruồi trong họ Tachinidae.